# Transarctica
Transarctica (Arctic Baron aux États-Unis) est un jeu vidéo de gestion/stratégie développé par le studio français Silmarils, édité en 1993.
Selon GrosPixels, l'histoire est librement inspirée de la série de romans La Compagnie des glaces de G.-J. Arnaud.

## Synopsis
Au XXIe siècle, la Terre subit un grave refroidissement, à la suite d'une expérience scientifique ratée qui avait pour objectif de contrer l'effet de serre. Un énorme nuage a entièrement recouvert le ciel, empêchant le soleil de passer au travers. Les continents et les océans ne sont plus qu'une gigantesque étendue de neige. L'unique moyen de communication est le transit par voie ferrée entre les différentes villes. Le joueur se retrouve à la tête d'un train blindé, le Transarctica, qu'il vole à la toute puissante Union Viking, pour trouver comment faire réapparaître le soleil. Le seul moyen pour cela est de faire du commerce entre les villes afin de gagner de l'argent pour obtenir du charbon. Mais en ces temps incertains, les trajets ne sont plus sûrs : des meutes de loups affamés attaquent les convois, les mammouths (évolution de l'éléphant) errent dans les étendues glacées et l'Union Viking tente tout pour reprendre le Transarctica.

## Système de jeu
Le jeu alterne entre la gestion des trajets sur la carte principale, avec l'orientation d'aiguillages et la possibilité de reculer sur la voie, d'une part, et les actions de combat en temps réel et les actions dans les villes sans limite de temps, d'autre part. Le déroulement du jeu peut être accéléré en cliquant sur l'horloge.
Il existe deux types de charbon : le lignite et l'anthracite. L'un est plus efficace pour faire avancer le train, l'autre est principalement utilisé pour le commerce. Il ne s'agit pas de devenir le plus riche, mais de subvenir à ses besoins pour arriver à combattre et vaincre l'Union Viking.
Le jeu est perdu si le Transarctica voit l'un de ses wagons essentiels détruits, comme la locomotive, le boudoir, etc. Il est également possible de perdre la partie si on choisit de se suicider, ou si on s'aventure sur une voie piégée.
Le jeu se joue exclusivement en solo, contre l'ordinateur. Le jeu se joue à la souris. Le clavier ne sert que pour le nom des fichiers de sauvegarde et les vérifications anti-piratage.